# レンダヴァ
レンダヴァ（Lendava、ハンガリー語:Lendva）は、スロベニアのプレクムリエ地方にある市である。スロベニアとハンガリーの国境に隣接し、国境検問所はドルガ・ヴァス＝レーディチ Dolga Vas-Rédics 間にある。そしてレンダヴァ市においては、スロベニア語に加えてハンガリー語が公用言語の1つとなっている。